# Marionia platyctenea
Marionia platyctenea is een slakkensoort uit de familie van de tritonia's (Tritoniidae). De wetenschappelijke naam van de soort is, als Marioniopsis platyctenea, voor het eerst geldig gepubliceerd in 1988 door Willan.